# Namhansanseong
Namhansanseong (literalment "Fortalesa de la Muntanya Han del sud") és un parc declarat Patrimoni de la Humanitat per la UNESCO, situat a 480 m. sobre el nivell del mar, al sud-de Seül. Està situada a la Namhansan ("Muntanya Han del Sud"), que conté fortificacions que daten del segle xvii i diversos temples. Es pot accedir-hi fàcilment des de Seül mitjançant l'estació de Namhansanseong de la línia 8 del metro de Seül.
Durant la Invasió Qing de Joseon en 1636, el rei Injo es va refugiar a Namhansanseong i va enviar la família a l'illa de Ganghwa, però ambdós foren capturats i Joseon es va convertir en vassall de la dinastia Qing.